# Literatura generativa
La literatura generativa es aquella que se produce de forma automática utilizando programas informáticos. Pertenece al género de la literatura electrónica y se encuentra vinculada al arte generativo. 

## Antecedentes
Algunos de los precedentes de la literatura generativa son:
1. La poesía concreta: Surgió en Brasil en los años 50 y se caracteriza por utilizar elementos visuales y tipográficos para crear significado en los poemas. Este movimiento influyó en la idea de utilizar reglas y procedimientos en la creación literaria.
2. El dadaísmo: Surgido en el contexto de la Primera Guerra Mundial, este movimiento artístico se caracterizaba por la utilización de técnicas de automatismo en la creación artística, lo que influyó en la idea de la generación aleatoria de textos en la literatura generativa.
3. El Oulipo: Grupo literario fundado en Francia en 1960 que se dedicaba a explorar las posibilidades formales y estructurales de la literatura a través de la imposición de restricciones y reglas en la creación de textos. 
Estos y otros movimientos, como el surrealismo o el Fluxus, han contribuido a sentar las bases para el desarrollo de la literatura generativa que tiene puntos en común con el arte conceptual. Al explorar las posibilidades de la creación literaria a través de métodos automáticos, esta corriente se puede considerar como un precedente de la generación de textos gracias a los grandes modelos lingüísticos (LLM) popularizada por la inteligencia artificial a principios de la segunda década del siglo XXI.

## Obras
- Cómo hacer un poema dadísta. Manifiesto sobre el amor débil y el amor amargo, Tristan Tzara (1920) [3]
- Love letter generator, Christopher Strachey (1952). [4]
- "Cut-Up Method" , William S. Burroughs y Brion Gysin [5](1959)
- Cent mille milliards de poèmes, Quenau (1961)
- Sextina cibernética, Joan Brossa (1977) [6][7]
- Anipoemas, de Ana María Uribe. (1997)
- Mimeografías, de Antonio Palacios Rojo. (2010) [8]